# Ветер Воды
«Ве́тер Воды́» — российская фолк-рок-группа из Москвы. Основана 4 октября 1999 года мультиинструменталистом Дэном Скуридой и вокалисткой/скрипачкой Марией Лариной.
Прежде оба музыканта были участниками группы «Тиль Уленшпигель», после раскола которой были основаны группы «Ветер Воды» и «Мельница». В последней они проработали до 2002 года.

## Участники группы
- Мария Ларина (Руднева) — вокал, скрипка, стихи, музыка, аранжировка
- Дэн Скурида — вокал, блокфлейта, жалейка, окарина, ирландская свирель, поперечная бамбуковая флейта, электрогитара, мандолина, балалайка, гусли, этническая перкуссия (бубен/bodhran, дарбуки, бонги, конги, томы, тамбурины, античные тарелочки, шейкеры и прочая шумовая перкуссия), музыка, аранжировка
- Фёдор Ветров — альт, электро-альт, блокфлейты, электрогитара, жалейки, волынка, гобой, перкуссия
- Василий Довгань — бас-гитара, контрабас, перкуссия
- Лика Казакова — блокфлейты, флейта Бёма, варган, перкуссия, балалайка

## Дискография

### Альбомы
- 2000 — «Gaoth Dobhair» (MC; переиздан на CD в 2002)
- 2005 — «Свистопляска» (CD)
- 2009 — «Водоворот времён» (CD)

### Синглы иEP
- 2002 — «Свистопляска» (переиздан в 2003; Mini-CD)
- 2002 — «Родом из Лапландии: из кельтов в Деды Морозы» (Mini-CD)
- 2016 — «Севера зов» (цифровой)

### Видеоклипы
- 2007 — «Паук»
- 2008 — «Ветер воды»